# Овчинников, Михаил Петрович
Михаил Петрович Овчинников (2 ноября 1894 — 6 сентября 1931) — советский государственный деятель, председатель Мотовилихинского (1926—1927) и Пермского (1927—1930) горисполкомов.

## биография
Родился в семье кузнеца в городе Мотовилиха Пермского уезда Пермской губернии. Член РСДРП(б) с апреля 1917 г.
Окончил 3 курса двухклассного Министерского начального училища (1902—1905). Позже получил среднее образование (7 классов).
Послужной список:
- 1907—1909 слесарь железнодорожных мастерских, ст. Пермь;
- 1909—1917 слесарь Мотовилихинского завода;
- 1917 — апрель 1918 слесарь железнодорожного депо, ст. Кунгур;
- апрель 1918 — октябрь 1919 служба в РККА (апрель-декабрь 1918 организатор гранатных мастерских Мотовилихинского военкомата; декабрь 1918 — июль 1919 сотрудник артиллерийского склада, Казань; июль-октябрь 1919 политработник, 28-я стр. дивизия);
- октябрь 1919 — август 1923 в органах ВЧК (ноябрь 1919 — апрель 1922 ночной сотрудник для поручений Пермской губЧК; 1922—1923 начальник следственного отдела Пермского губотдела ГПУ; 1923 (до августа) зам. начальника Пермского губ. отдела ГПУ);
- 1924 — февраль 1925 сотрудник земельного отдела Пермского окружкома;
- 1925- декабрь 1926 зав административно-организационным подотдела профсоюза работников рабземлеса;
- декабрь 1926 — ноябрь 1927 председатель Мотовилихинского горисполкома;
- 3 ноября 1927 — январь 1930 (после вхождения Мотовилихи в состав Перми) председатель Пермского горисполкома;
- январь 1930 — сентябрь 1931 директор Пермского судостроительного завода.

Умер в Перми 6 сентября 1931 года.